# Јосип Пројић
Јосип Пројић (Крушевац, 23. августа 1987) бивши је српски фудбалер. Највећи део своје каријере провео је у Напретку. У Србији је играо још за Копаоник, Јагодину, Вождовац, Колубару и параћинско Јединство. Инострану каријеру градио је у Русији, Грчкој, Мађарској, Босни и Херцеговини те на Кипру.

## Трофеји, награде и признања
Јагодина
- Куп Србије : 2012/13.[7]

Напредак Крушевац
- Прва лига Србије : 2015/16.[8]

Жељезничар Сарајево
- Куп Босне и Херцеговине : 2017/18.[9]